# Nhanta
Le nhanta (ou nhanda) est une langue aborigène de la famille pama-nyungan, parlée dans l'Ouest l'Australie, le long de côte, entre le Nord de Geraldton et le Sud de Shark Bay.
La langue n'est plus parlée que par quelques personnes et est fortement menacée.

## Classification
Le nhanta fait partie, avec le badimaya, le malgana, le wajarri et le yingkarta, du sous-groupe des langues kartu. Ces langues sont rattachées au vaste ensemble pama-nyungan.

## Phonologie
La phonologie du nhanta

### Voyelles
|        | antérieure | postérieure |
| ------ | ---------- | ----------- |
| fermée | i [i]      | u [u]       |
| basse  | a [a]      | a [a]       |

### Consonnes
|              |              | Bilabiales | Dentales | Alvéol. | Rétrofl. | Dorsales | Dorsales | Glottales |
| ------------ | ------------ | ---------- | -------- | ------- | -------- | -------- | -------- | --------- |
| Palatales    | Vélaires     | Bilabiales | Dentales | Alvéol. | Rétrofl. |          |          | Glottales |
| Occlusives   | Sourde       | p [p]      | th [t̪]   | t [t]   | rt [ʈ]   | c [c]    | k [k]    | ’ [ʔ]     |
| Occlusives   | Sonore       | b [b]      | dh [d̪]   | d [d]   | rd [ɖ]   | j [ɟ]    | g [g]    |           |
| Nasale       | Nasale       | m [m]      | nh [n̪]   | n [n]   | rn [ɳ]   | ny [ɲ]   | ng [ŋ]   |           |
| liquide      | liquide      |            | lh [l̪]   | l [l]   | rl [ɭ]   | ly [ʎ]   |          |           |
| roulée       | roulée       |            |          | rr [r]  | r [ɽ]    |          |          |           |
| Semi-voyelle | Semi-voyelle | w [w]      |          |         |          | y [j]    |          |           |